# 佐藤良
佐藤 良（さとう りょう）は、日本の電気技術者、起業家。合同会社「戸が笑う」代表。

## 来歴
大阪府出身。追手門学院高等学校を経て、1980年に大阪大学基礎工学部電気工学科を卒業し、日本電装（現・デンソー）に入社。
2010年より、デンソーデバイス実験室長を務めた。